# Gherardo Stub
 (Bergen, 30 giugno 1785 – Livorno, 18 febbraio 1858) è stato un mercante e diplomatico italiano di origine norvegese, al servizio del Regno di Svezia.

## Biografia
Figlio di Jacob Stub ed Emma Dissenttun, nacque in Norvegia e negli ultimi anni del Settecento si trasferì a Livorno, dove avviò un'attività di commercio di legname per armature navali.
Contemporaneamente divenne procuratore di numerose famiglie inglesi e negli anni venti del medesimo secolo fece innalzare la propria dimora, nota come Palazzo Stub, all'esterno delle fortificazioni del Rivellino di San Marco.
Sposò l'inglese Giovanna Hall, figlia del cappellano inglese Thomas Hall. Uno dei loro figli, Araldo (Harald), dopo aver completato gli studi a Lipsia, collaborò col padre nella rappresentanza di navi e trasporti russi e svedesi. Nel 1846 Gherardo Stub fu eletto console gerente del regno di Svezia e Norvegia a Livorno ed entrò a far parte della nobiltà cittadina nel 1838.
Anche il figlio Araldo sposò una ragazza di origini inglesi e, per ragioni commerciali, viaggiò molto, diventando Cavalier dell'Ordine Reale di Vasa e consigliere della Cassa di Risparmio di Livorno. Le cronache di quei viaggi furono trascritte su 22 volumi, che, nel 1906, Axel Chum, nipote di Araldo, cedette al Comune di Livorno.
Gherardo morì nel 1858 ed è sepolto al Cimitero della Congregazione Olandese Alemanna.